# Котляр, Эрик Соломонович
Э́рик Соломо́нович Котля́р (2 июля 1929, Москва — 14 января 2024, Москва) — советский и российский журналист, писатель. Автор научной монографии, ряда книг о Московском уголовном розыске и брошюр по научно-популярной, правовой и приключенческой тематике.

## Биография
Эрик Котляр родился 2 июля 1929 года в Москве. Первое своё высшее образование, не связанное с литературной направленностью, будущий писатель получил в Московском финансовом институте, который окончил в 1952 году по специальности «Финансы и кредит» и после некоторое время работал инженером-экономистом на предприятиях и в Министерстве промышленности строительных материалов СССР.
Кандидат педагогических наук. Кандидат экономических наук.
С 1957 года становится редактором издательства «Трудовые резервы», в 1958 году окончил отделение литературных редакторов при Институте Министерства культуры СССР.
С 1962 года — заведующий редакцией в издательствах «Профиздат» и «Высшая школа». С 1992 года работал в редакции газеты «Московская правда». Шеф-редактор собственной газеты «Столичный криминал» (первоначально тематическая вкладка в «Московской правде»). Награждался именным кортиком, знаками «За содействие МВД» и «Ветеран МУРа», медалью «За службу в МУРе», лауреат конкурса МВД России «Щит и перо», премий МВД России, Союза журналистов России, Академии педагогических наук, правительства Москвы.
Эрик Котляр скончался в одной из центральных клинических больниц Москвы 14 января 2024 года от тяжело протекавших болезней, вызванных простудой. О кончине публициста сообщили его близкие родственники, а также такие газеты, как «Московский комсомолец», «Аргументы и факты», «Московская правда» и другие, с которыми Котляр сотрудничал или поддерживал отношения на момент своей смерти. Прощание состоялось 18 января в траурном зале ЦКБ.

## Личная жизнь и хобби
Был женат, есть дочь; увлекался историей искусства.